# Gnathacmaeops
Gnathacmaeops är ett släkte av skalbaggar som beskrevs av Linsley och Chemsak 1972. Gnathacmaeops ingår i familjen långhorningar.
Släktet innehåller bara arten Gnathacmaeops pratensis.